# IDEA (politická strana)
IDEA byla slovenská politická strana založená v roce 2001 zakladatelem TV Markíza Pavolem Ruskem. Strana zanikla v listopadu 2017.

## Historie
Po parlamentních volbách v roce 2002 vytvořila strana vládní koalici společně s SDKÚ, SMK a KDH. Z koalice byla však vyloučena. Ve straně proběhl rozkol a s koalicí nadále spolupracovalo tzv. Lintnerovo křídlo, nezávislí poslanci sdružení okolo Ľubomíra Lintnera. V únoru 2006 opustilo vládní koalici po neshodě s SDKÚ i KDH, a do konce volebního období zůstalo v opozici.
V letech 2001 až 2011 strana působila pod názvem Aliancia nového občana (zkratka ANO). V letech 2011-2013 nesla strana název Strana slobodné slovo – Nory Mojsejovej (zkratka SSS-NM) a její předsedkyní byla podnikatelka Nora Mojsejová. V tomto období byla strana více populistická a středová. Od roku 2013 do roku 2014 nesla strana název Občania.

## Vedení strany

### Předsedové
- 2001–2007: Pavol Rusko
- 2007–2011: Robert Nemcsics
- 2011–2013: Nora Mojsejová
- 2013–2014: Miroslav Mišánik
- 2014–2017: Miroslav Leňo

## Volební výsledky
| Rok voleb | Volby do | počet hlasů % | počet mandátů | umístění |
| --------- | -------- | ------------- | ------------- | -------- |
| 2002      | NR SR    | 8,01 %        | 15            | 6.       |
| 2004      | EP       | 4,65 %        | 0             | 6.       |
| 2006      | NR SR    | 1,42 %        | 0             | 9.       |
| 2012      | NR SR    | 1,22 %        | 0             | 12       |